# Photokatalytische Luftreinigung
Photokatalytische Luftreinigung bezeichnet eine Eigenschaft von meist Baustoff-Oberflächen, z. B. Beton, Ziegel, Putz oder Farbe, in die Photokatalysatoren, zum Beispiel Nanopartikel aus Titandioxid (TiO2), eingearbeitet wurden. Durch Bestrahlung mit (Sonnen)-Licht werden Schadgase (beispielsweise Stickoxide oder flüchtige organische Stoffe) oxidiert und damit der Luft entzogen.

## Wirkungsweise am Beispiel Titandioxid

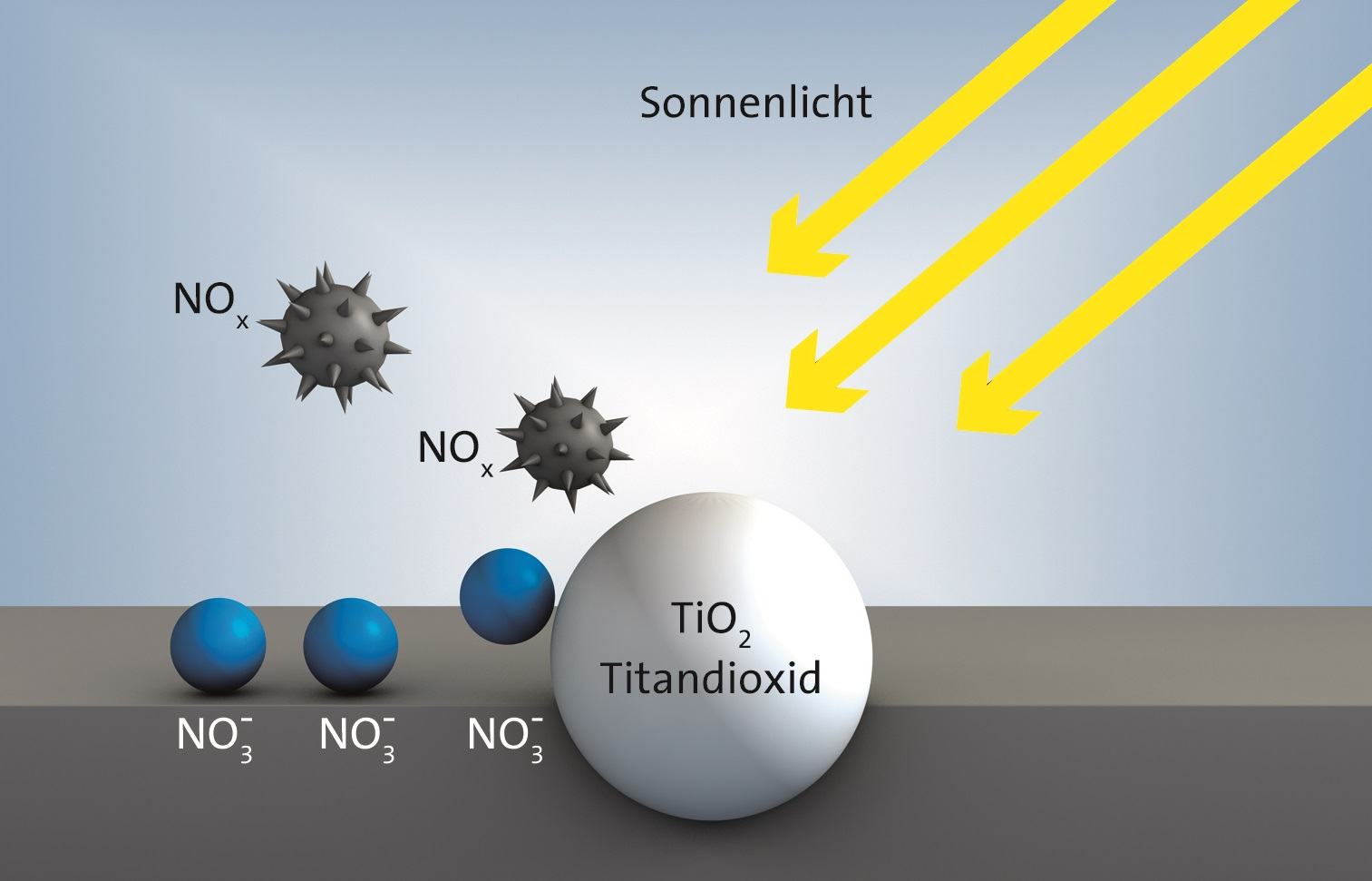
Stickoxide werden photokatalytisch zu Nitrat umgewandelt

Das Verfahren beruht auf der Photokatalyse, bei der Titandioxid (TiO2) als Katalysator dient. Unter Einstrahlung von (meistens) UV-Licht werden an der Oberfläche des Titandioxids Radikale gebildet, die organische Substanzen zersetzen und gasförmige Stoffe oxidieren können (vgl. Photokatalytische Selbstreinigung). Im Falle der Oxidation von Stickoxiden erfolgt eine Umwandlung von NO und NO2 in Nitrat (NO3−). Dieses ist gut in Wasser löslich und wird mit dem Regenwasser von der Oberfläche abgeführt. Der Katalysator wird bei der Reaktion nicht selbst verbraucht und bleibt somit im Baustoff für die Zeit seines Bestehens enthalten.

## Anwendungen
Photokatalytisch luftreinigende Oberflächen werden in Deutschland seit einigen Jahren zur Luftreinhaltung in Städten, v. a. an stark belasteten Verkehrsadern eingesetzt. Anwendung finden z. B. photokatalytisch aktive Pflastersteine, Dachziegel/-steine, Farben und Putze. Neue Verfahren machen das Prinzip auch für Privathaushalte nutzbar, indem zum Beispiel Fenster entsprechend beschichtet werden.